# NGC 92

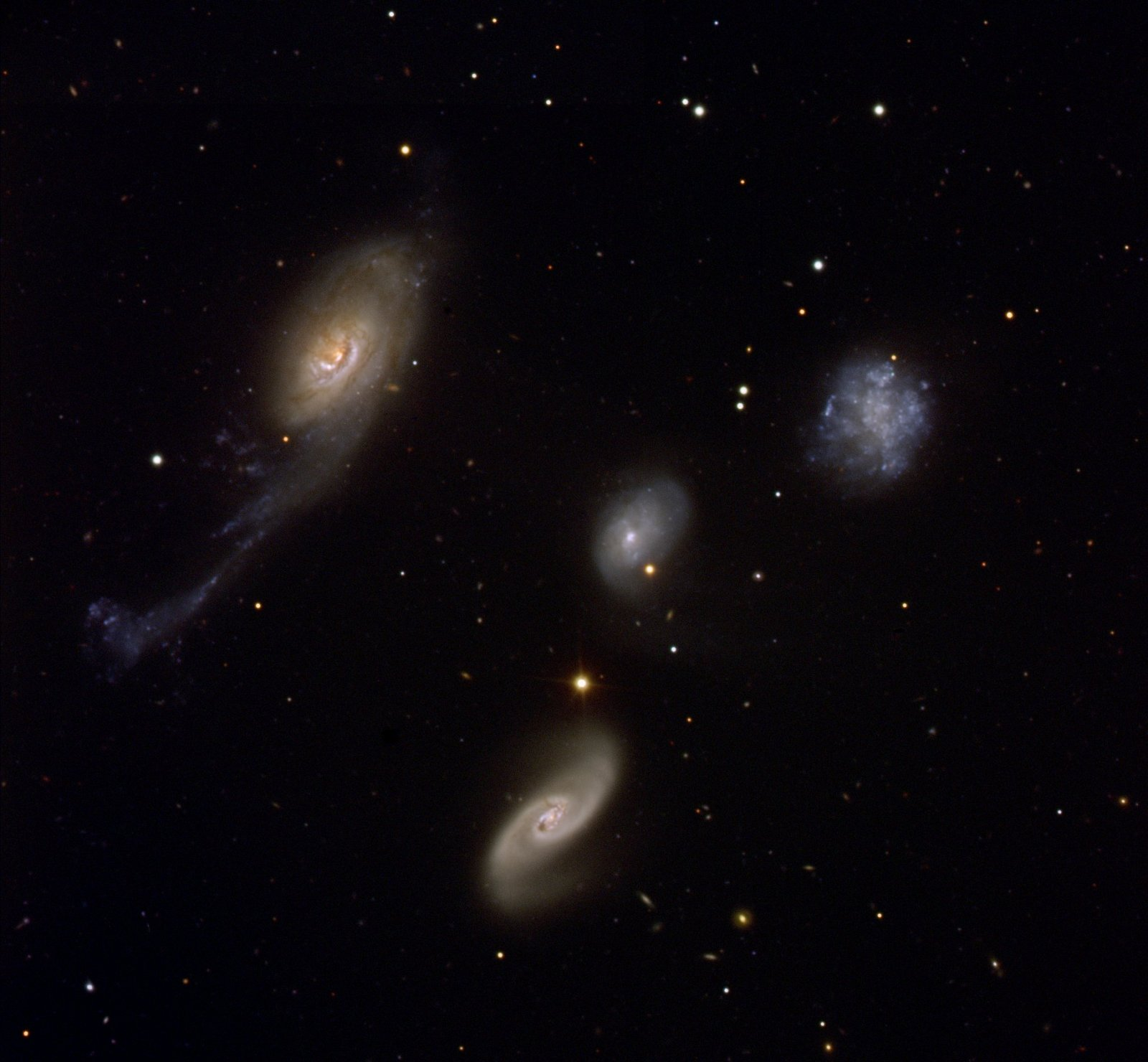
Quartetto di Robert, gruppo compatto formato dalle galassie interagenti NGC 87 (in alto a destra), NGC 88 (al centro), NGC 89 (in basso), NGC 92 (in alto a sinistra)

NGC 92 è una galassia a spirale di magnitudine apparente 13,81 situata a circa 41,7 Mpc (136 milioni di anni luce) nella costellazione della Fenice.
Viene classificata come galassia spirale dei primi tipi (SAa, ovvero il nucleo è dominante rispetto alla struttura del disco) peculiare, poiché interagisce con le altre tre galassie vicine; infatti NGC 92 è il membro più luminoso di una famiglia di galassie (Quartetto di Robert) formata da NGC 87, NGC 88 e NGC 89. NGC 92 fu scoperta da John Herschel nel 1834, insieme alle altre tre galassie.